# Grande Nèthe
Pour les articles homonymes, voir Nèthe (homonymie).
La Grande-Nèthe est un cours d'eau de Belgique, et un sous-affluent de l'Escaut par la Nèthe et le Rupel.

## Géographie
La Grande Nèthe a une longueur de 60 km et prend sa source à Hechtel-Eksel dans le Limbourg.

## Environnement
Le cours d'eau a perdu de sa naturalité originelle, mais il conserve un potentiel important pour la Belgique, avec des possibilités de restauration écologique ; 
En 2013, avec l'aide du programme Life +, dans le cadre du projet dit "LIFE Grote NeteWoud" porté par le "Natuurpunt Beheer vzw", des opérations de renaturation (restauration de ripisylves et conversion de prairies en une surface boisée assez grande (1 700 hectares) de manière à restaurer l'habitat d'espèces autrefois largement présentes et aujourd’hui menacées et protégées « notamment la loutre, la cigogne noire et le castor d'Europe ».  C'est pour la Belgique un des projets les plus ambitieux de renaturation par restauration à grande échelle de forêts alluviales (90 % du projet). Une partie du projet porte sur le développement durable et la gestion forestière durable de ce boisement, via notamment un « reboisement naturel », et le maintien de « zones moins vastes englobant des habitats ouverts à haute valeur (10 %) ».